# Di Zahav
Di Zahav též Dizahav nebo Di-Zahav (hebrejsky: די זהב, podle biblické lokality z Knihy Deuteronomium 1,1 - "Dí-zahab", která ale zároveň má symbolický význam, doslova "Dost zlata" jako narážka na kritiku takzvaného Zlatého telete) byla izraelská osada nacházející se na Sinajském poloostrově, na jeho východním pobřeží, v místech nynějšího egyptského města Dahab.

## Dějiny
V roce 1967 byla celá oblast Sinajského poloostrova během Šestidenní války dobyta izraelskou armádou. Východní část Sinaje podél Akabského zálivu měla podle plánů izraelské vlády zůstat trvalou součástí Izraele i po případné mírové dohodě s Egyptem.
V září 1971 zde byla poblíž stávající egyptské obce Dahab u ústí zdejšího vádí založena osada Di Zahav. K roku 1977 se ve zprávě zhotovené pro Senát Spojených států amerických odhaduje počet stálých obyvatel v této osadě na 80. V únoru 1975 byla osada postižena záplavami, po kterých byly nánosy vlivem silného větru naváty mezi domy v osadě. Osada měla charakter mošavu.
V důsledku podpisu Egyptsko-izraelské mírové smlouvy bylo rozhodnuto, že celá Sinaj bude vrácena Egyptu. K tomu došlo v roce 1982, kdy osadu vyklidili izraelští civilisté. Turistický průmysl nastartovaný během izraelské okupace byl pak rozvinut v nynějším egyptském městě Dahab.